# Stellomyces suidafrikanus
Stellomyces suidafrikanus är en svampart som beskrevs av Morgan-Jones, R.C. Sinclair & Eicker 1987. Stellomyces suidafrikanus ingår i släktet Stellomyces, divisionen sporsäcksvampar och riket svampar.   Inga underarter finns listade i Catalogue of Life.